# آندری کریلوف (شناگر)
آندری کریلوف (روسی: Андрей Иванович Крылов؛ زادهٔ ۱۰ مهٔ ۱۹۵۶) شناگر اهل روسیه بود.
از افتخارات وی میتوان به کسب مدال طلا شنای ۴×۲۰۰ متر آزاد امدادی در بازی‌های المپیک تابستانی ۱۹۸۰ اشاره کرد.